# Roland Allen
Roland Allen (* 29. Dezember 1868 in Bristol, England, Britisches Weltreich; † 9. Juni 1947 in Nairobi, Britisches Weltreich, heute Kenia) war ein anglikanischer Pfarrer, britischer Missionar in China und Ostafrika und Autor missiologischer Werke.

## Leben und Wirken
Allen wurde als jüngstes von fünf Kinder eines anglikanischen Pfarrers geboren. Der Vater starb, als er noch ein Kind war, und so wurde er von seiner Mutter alleine aufgezogen. Er konnte das St. John’s College in Oxford besuchen und danach die Clergy Training School in Leeds. 1892 wurde er zum Diakon der Church of England ordiniert, ein Jahr später zum Priester. 1895 wurde er von der Society for the Propagation of the Gospel (SPG) in die Mission in Nordchina entsandt. Während er sich darauf vorbereitete, das neu gegründete Seminar für chinesische Katecheten in Peking zu leiten, geriet er mit anderen Ausländern in den Boxeraufstand von 1900 und wurde von englischen Truppen in Sicherheit gebracht. Darüber verfasste er 1901 die Schrift The Siege of the Peking Legations.
Kurz darauf heiratete er im englischen Furlough Mary B. Tarlton. 1902 kehrten sie in den Norden Chinas zurück, wo ihr erstes Kind geboren wurde. Allen wurde jedoch bald schwer krank, so dass die Familie nach England zurückkehren musste. Dort übernahm er bis 1907 eine Kirchengemeinde. Aus Protest gegen die Kindertaufe aller Kirchenmitglieder, auch solcher ohne Glaubensbezug, trat er von seinem Amt zurück. Danach arbeitete er als freier Prediger, Schriftsteller und Lehrer bis zu seinem Tod in Nairobi, Kenia.
Diese krisenhaften Erfahrungen führten ihn zu einer Neuausrichtung seiner Berufung, seiner Missionsmethoden und seiner Theologie. Er wurde zum Befürworter und Verteidiger der Lehren des presbyterianischen Missionars John Livingston Nevius (1829–1893), der von Anfang an auf Eigenständigkeit und Autonomie neuer Christen und Kirchen setzte (englisch: self-supporting, self-propagating, and self-governing). Die Formen der Gemeinden sollten an die örtlichen Bedingungen und die lokale Kultur angepasst sein und nicht mehr die westliche Art und Weise des Glaubens imitieren. Die Missionare sollten sofort die Verantwortung der jungen Kirchen an einheimische, ehrenamtliche Leiter und Älteste delegieren und nicht ein patronales System einrichten, das finanzielle, soziale und geistliche Abhängigkeiten fördere. Auf Berufspastoren könne aus diesen Gründen verzichtet werden. Die Heilige Schrift und der Heilige Geist könnten die jungen Gemeinden in ihrer Entwicklung viel besser führen als westliche Missionare dies je tun könnten. Er verzichtete jedoch nicht auf typische anglikanische Rituale und Elemente wie das Zelebrieren der Sakramente, die Benutzung des Glaubensbekenntnisses, die Aufsicht durch Bischöfe und die Kirchendisziplin.
Eine Reise von Allen nach Indien 1910, weitere Untersuchungen in Kanada und in Ostafrika bestätigten seine neuen missiologischen und theologischen Erkenntnisse. Er verarbeitete diese Einsichten in Missionary Methods St. Paul’s or Ours? (deutsch: Missionarische Methoden von Paulus oder unsere?) das 1912 publiziert werden konnte. Eine Zusammenarbeit mit Survey Application Trust und der World Dominion Press, einer unabhängigen missionarischen Forschungsgruppe, die vom Kongregationalisten Sidney J. W. Clark gegründet wurde, bahnte sich an. So konnte Allen weitere Bücher zur Missiologie veröffentlichen wie Pentecost and the World (1917), The Spontaneous Expansion of the Church and the Causes Which Hinder It (1927) und The Case for Voluntary Clergy (1930). Seine Ideen hatten vorerst wenig Auswirkungen auf die damaligen Kirchen und Missionsgesellschaften seiner Zeit, aber sein Werk wurde ab den 1960er Jahren neu entdeckt und weltweit angewandt, besonders erfolgreich in China.

## Schriften (Auswahl)
- The Siege of the Peking Legations: Being the Diary of Rev. Roland Allen, Smith, Elder & Co., London 1901.
- Essential Missionary Principles, Fleming H. Revell Co., New York und Chicago 1913; Neuauflagen: Missionary Methods, St. Paul's or Ours: A Study of the Church in the Four Provinces, Lulu.com, Kindle 2017; 2019, ISBN 978-0-359-73858-8, Kindle 2025.
- Pentecost and the World: The Revelation of the Holy Spirit in the “Acts of the Apostles”, Humphrey Milford; Oxford University Press, London 1917.
- Educational Principles and Missionary Methods: The Application of Educational Principles to Missionary Evangelism, R. Scott, London 1919.
- mit Thomas Cochrane: Missionary Survey as an Aid to Intelligent Co-operation in Foreign Missions, Longmans, Green and Co., London und New York 1920.
- Voluntary Clergy, Society for Promoting Christian Knowledge, London 1923.
- Education in the Native Church, World Dominion Press, London 1926.
- mit Alexander McLeish: Devolution and its Real Significance, World Dominion Press, London 1927.
- Le Zoute: A Critical Review of “The Christian Mission in Africa”, World Dominion Press, London 1927.
- Mission Activities Considered in Relation to the Manifestation of the Spirit, World Dominion Press, London und New York 1927.
- The Establishment of the Church in the Mission Field: A Critical Dialogue, London 1927.
- Jerusalem: A Critical Review of “The World Mission of Christianity”, World Dominion Press, London 1928.
- The Case for Voluntary Clergy, Eyre & Spottiswoode, London 1930.
- mit Floyd Eugene Hamilton: The “Nevius Method” in Korea, World Dominion Press, London 1930.
- The Place of “Faith” in Missionary Evangelism, World Dominion Press, London 1930.
- mit Sidney James Wells Clark: A Vision of Foreign Missions, World Dominion Press, London 1937.
- All in the Day’s Sport, W. H. Allen, London 1946.
- Missionary Principles, William B. Eerdmans Publishing Company, Grand Rapids 1964; The Lutterworth Press, Cambridge 2006.
- The Spontaneous Expansion of the Church and the Causes Which Hinder It, World Dominion Press, London 1949 und 1960; William B. Eerdmans Publishing Company, Grand Rapids 1962.
- David M. Paton, editor: The Ministry of the Spirit: Selected Writings of Roland Allen, Roland Allen Library, Lutterworth Press, 2006, ISBN 978-0-7188-9173-2.
- Missionary Survey As An Aid To Intelligent Co-Operation In Foreign Missions, Zinc Read, 2025, ISBN 978-1-318-73406-1.